# Hiram Bingham III
Hiram Bingham (19 de noviembre de 1875-6 de junio de 1956) fue un explorador y político estadounidense. Fue el responsable de hacer pública la existencia de la ciudad incaica de Machu Picchu. También fue gobernador de Connecticut y miembro del Senado de su país. 

## Sus comienzos
Hiram Bingham nació en Honolulu (Hawái) y era hijo y nieto de los primeros misioneros protestantes del reino de Hawái. Cuando era adolescente se estableció en los Estados Unidos con objeto de completar sus estudios. Entró en la Phillips Academy en Andover, en el estado de Massachusetts, en donde se graduó en 1894. Obtuvo la licenciatura en Administración de Empresas por la Universidad de Yale en 1898, un título de grado de la Universidad de California en Berkeley en 1900, y el de doctor por la Universidad de Harvard en 1905. Trabajó como profesor de historia en esta última universidad y luego en la Universidad de Princeton.

## Arqueología

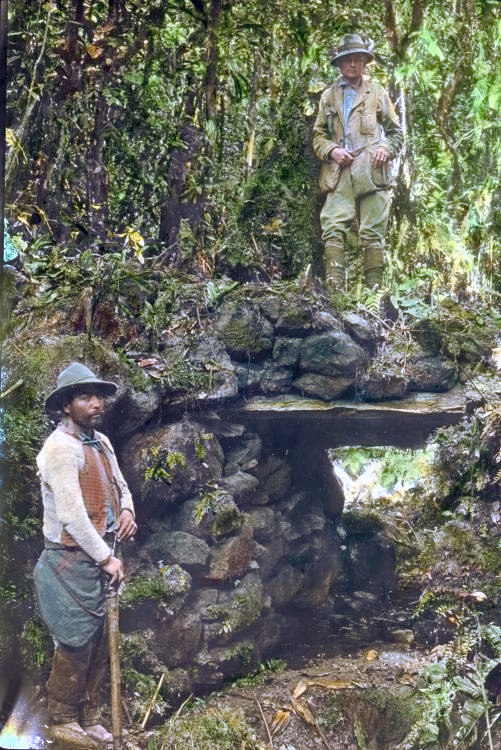
Hiram Bingham III (arriba a la derecha) en una expedición a los Andes peruanos, Ruinas de Espíritu Pampa, en una diapositiva sobre vidrio, coloreada manualmente.

Era profesor en Yale cuando encabezó una exploración por América del Sur y redescubrió las ruinas incaicas de Machu Picchu. Allí encontró la inscripción hecha por Agustín Lizárraga, un agricultor peruano que nueve años antes ya había encontrado el lugar.
Su descubrimiento costó mucho tiempo y dinero. Tras dos expediciones, logró encontrar las ruinas. En 1908 se desempeñó como delegado al Primer Congreso Panamericano Científico en Santiago de Chile.
Bingham se apropió de 50 000 piezas arqueológicas de Machu Picchu que llevó a la Universidad de Yale siendo reclamadas durante décadas por el gobierno peruano, que logró repatriar tan solo 300 en un primer procedimiento. Bingham se enriqueció con estas piezas que sustrajo del Perú, valiosas piezas de oro que nunca retornaron al Perú.

## Controversias

### Descubrimiento de Machu Picchu

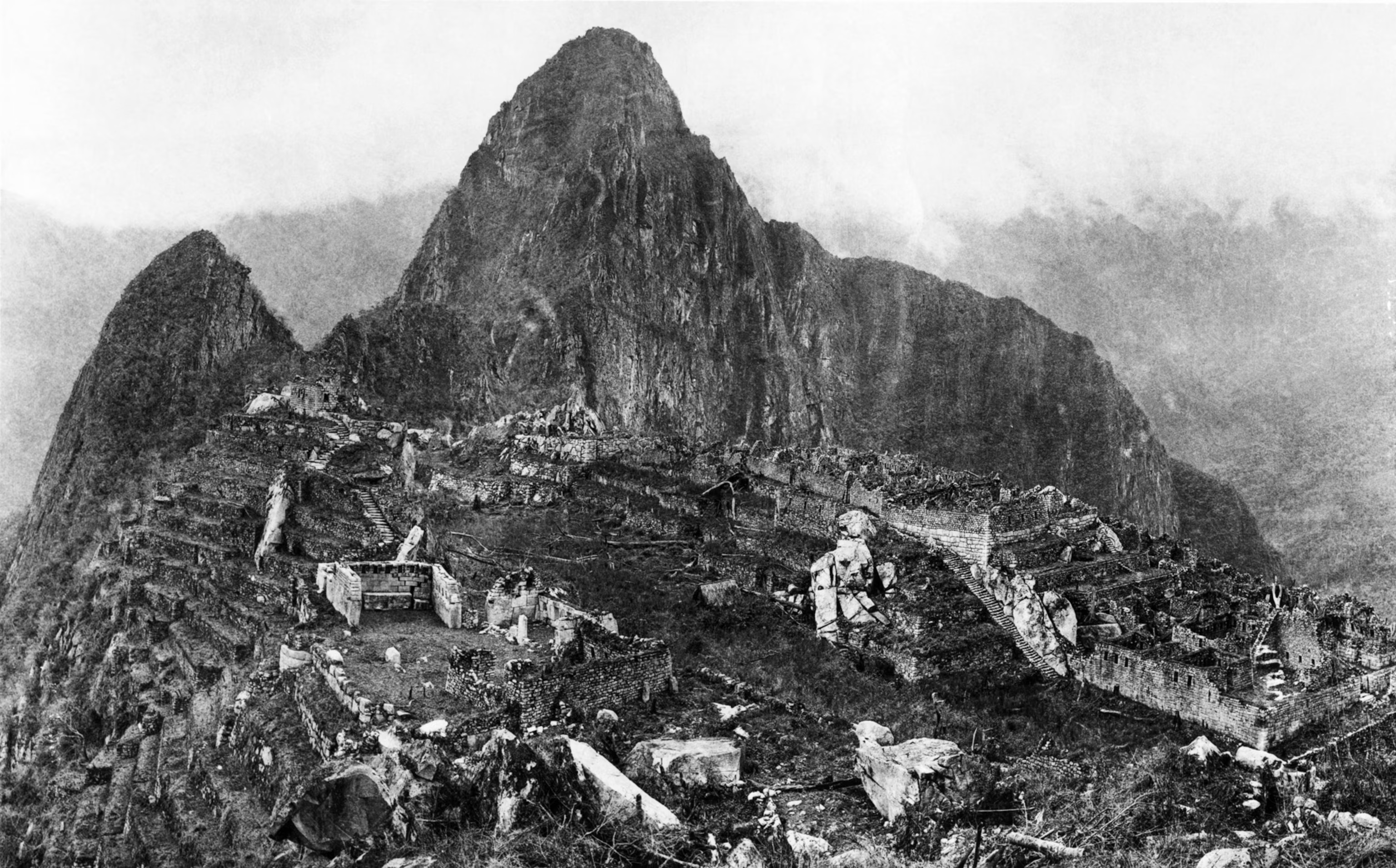
Foto de Machu Picchu tomada por Hiram Bingham en 1912.

El agricultor cusqueño Agustín Lizárraga descubrió la llamada "ciudad perdida de los Incas" en un viaje que realizó a la zona selvática del departamento sureño del Cuzco el 14 de julio de 1902, nueve años antes que Bingham, reveló el diario limeño El Comercio. La historiadora peruana Mariana Mould de Pease mantuvo, por su parte, que el propio Bingham aceptó que el hacendado cusqueño fue el primero en visitar la ciudadela inca.
Mould señaló que el testimonio se puede encontrar en la biografía del investigador que escribió su tercer hijo, Alfred M. Bingham, titulada "Retrato de un explorador: Hiram Bingham descubridor de Machu Picchu". Según esa versión, Alfred M. Bingham descubrió en la libreta de su padre una inscripción que decía "Agustín Lizárraga es el descubridor de Machu Picchu y vive en el pueblo de San Miguel". Además, señaló que en una de las paredes del templo de las Tres Ventanas de la ciudadela figuraba una inscripción hecha a carbón que decía "Lizárraga 14 de julio de 1902"
La historiadora añadió que años después de su primer viaje, Lizárraga intentó retornar a Machu Picchu por el mismo trayecto de la expedición de 1902. "Esta vez lo hizo durante la temporada de lluvias y cuando pretendió cruzar el río Urubamba para trepar hasta las alturas de Machu Picchu, las turbulentas aguas lo arrastraron y nunca se pudo encontrar su cuerpo", afirmó. El propio hijo de Bingham remarcó que su padre fue "modificando" su historia del descubrimiento hasta eliminar totalmente la mención a Lizárraga en su libro "La ciudad perdida de los Incas".
En 1911, año de la publicación del descubrimiento de la ciudad perdida de los incas, el Prefecto de Cuzco era D. Juan José Núñez, quien colaboró notablemente con Bingham hasta el punto que sin su ayuda no hubiera sido posible llegar a la ciudad perdida.
En su libro, Bingham hace constar expresamente su agradecimiento al Prefecto D. Juan José Núñez y cuando regresa a Yale manda fabricar una placa emblema única de la universidad de Yale, en reconocimiento a su labor. En la actualidad dicha placa emblema, al ser una prueba de la intervención del Prefecto D. Juan José Núñez en el descubrimiento de Machu Picchu, se encuentra a buen recaudo, y solo sus herederos saben donde se encuentra custodiada.[cita requerida]

### Piezas arqueológicas llevadas a Yale
Bingham es considerado responsable de extraer de manera ilegal 46.332 piezas arqueológicas incas, propiedad del Perú, llevándoselas a la Universidad de Yale, en Estados Unidos, país que todavía las retenía de manera unilateral. El 16 de septiembre de 2007, los periódicos informaron sobre la devolución de lo solicitado por Perú. El diario Página 12 de Buenos Aires publicó la noticia siguiente: "Tomó años de reclamos y meses de negociaciones. Pero el día 15 de septiembre, el ministro de Vivienda peruano, Hernán Garrido Lecca, pudo anunciar en Lima que la Universidad de Yale va a devolver casi 50 000 piezas retiradas de Machu Picchu hace casi un siglo. Los artefactos fueron excavados por Hiram Bingham, que descubrió la ciudad perdida de los incas, y llevados a la prestigiosa universidad norteamericana. «Nos tomó catorce horas hablar, pero lo logramos», dijo el ministro". En marzo de 2011 comenzaron a ser devueltas las piezas desde Yale.

## Carrera militar
Bingham alcanzó el rango de capitán dentro de la Guardia Nacional de Connecticut en 1916. En 1917 se convirtió en aviador y organizó la Escuela Militar de Aeronáutica de los Estados Unidos. Estuvo al servicio de la sección aeronáutica de la Armada de los Estados Unidos en donde alcanzó el rango de teniente coronel. En Issoudun, Francia comandó una escuela de aviación.

## Carrera política

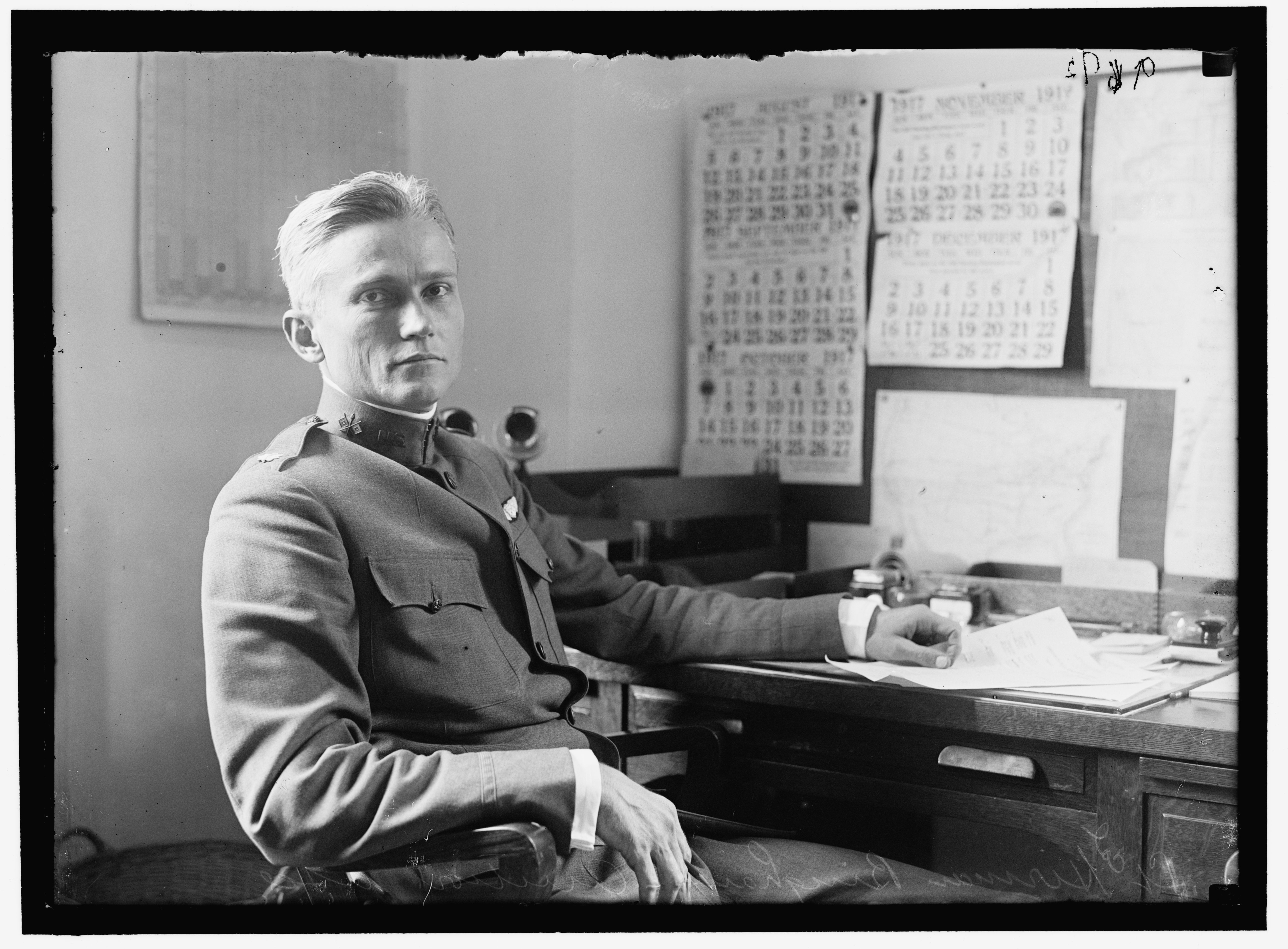
Hiram Bingham III en su escritorio en 1917.

En 1922 fue elegido vicegobernador de Connecticut, un cargo que mantuvo hasta 1924. En noviembre de 1924 fue elegido gobernador. El 16 de diciembre fue elegido como representante republicano del Senado para completar una vacante debido al suicidio de Frank Bosworth Brandegee. Debido a esto, Bingham estuvo solo un día como gobernador, el período más corto de un gobernante de Connecticut, pero estuvo en el Senado hasta 1933. No ganó la reelección. En 1929 fue censurado por el Senado con los cargos de poner un cabildero en su nómina.
El 6 de junio de 1956 falleció en su casa de Washington. Fue enterrado en el Cementerio Nacional Arlington en Virginia. Su hijo Hiram Bingham IV fue un diplomático y héroe de la Segunda Guerra Mundial, mientras que su otro hijo Jonathan Brewster Bingham fue miembro del Congreso de los Estados Unidos por del partido demócrata.

## Últimos años
La política fue para Bingham su actividad predominante en sus últimos 30 años de vida. Su éxito como explorador, quien dio a conocer las ruinas de Machu Picchu, así como por su participación en la Primera Guerra Mundial le facilitó el éxito en la política de su país, pero descuidando sus relaciones familiares.
El proceso de divorcio se había iniciado hacía algunos años, la preferencia de Alfreda su esposa fue siempre la música clásica y finalmente contrató a Henry Gregor, un profesor de órgano y piano. En 1936 Alfreda estableció su residencia legal en Florida y pidió el divorcio, siendo uno de sus argumentos, la crueldad mental a la que era sometida, así como las muchas discusiones. Dos de sus hijos testificaron en favor de su madre y en marzo de 1937 la Corte de Florida otorgó el divorcio.
Un mes después Bingham contraería matrimonio con Suzanne Carro quien también obtuvo su divorcio esos meses, un mes después de que Alfreda y el profesor de piano se casaran. Hiram fijó su residencia en Washington.
Tras la Segunda Guerra Mundial, Bingham escribió La ciudad perdida de los incas, dedicado a su esposa Suzanne, transcurridos treinta y siete años de su visita al lugar. A los setenta y tres años de edad, en 1948, el historiador volvió por última vez a Machu Picchu e inauguró la carretera Hiram Bingham entre el llamado Puente Ruinas sobre el río Vilcanota y la entrada a la ciudad de Machu Picchu.
Ocho años más tarde, el 6 de junio de 1956, falleció y fue enterrado con honores militares en el cementerio militar estadounidense de Arlington.

## Publicaciones
Bingham publicó varios libros sobre sus expediciones: 
- The Journal of an expedition across Venezuela and Colombia, 1906-1907; and exploration of the route of Bolivar's celebrated march of 1819 ad of the batlefields of Boyaca and Carabobo by Hiram Bingham... with map and 133 illustrations from photographs taken by the Author. New Haven, Conn. Yale publishing association; [etc., etc.] 1909.
- Across South América: an account of a journey from Buenos Aires to Lima by way of Potosí, with notes on Brazil, Argentina, Bolivia, Chile, and Peru, Houghton Mifflin Company, Boston, 1911; recientemente traducido al castellano (A través de Sudamérica. Ediciones del Traductor, Madrid, 2018)
- Inca land, Explorations in the Highlands of Peru, Boston, 1922; recientemente traducido al castellano (La tierra de los incas, Ediciones del Traductor, Madrid, 2019)
- Machu Picchu, a Citadel of the Incas, New Haven, 1930
- In the Wonderland of Peru; Further Explorations in the Land of the Incas; The Story of Machu Picchu, the Peruvian Expeditions of the National Geographic Society and Yale University, see below for full list. Washington, The National Geographic Society, 1913-1919,
- Lost City of the Incas, NY, 1948, de la que hay traducciones en castellano (La ciudad perdida de los incas, Zig-Zag, Chile, 1948)

## Reconocimientos
- El cráter lunar Bingham lleva este nombre en su honor.[3]
- El asteroide (8291) Bingham también conmemora su nombre.[4]

## En la cultura popular
- En artículos del semanario Los Angeles Times o del USA Today[5] se ha comentado que la vida de Bingham como profesor y explorador fue usada como inspiración para los fundamentos del personaje de Indiana Jones. También inspiro la película Secret of the Incas de 1954 donde Charlton Heston interpreta al personaje protagonista Harry Steele, quien tiene similitudes con Bingham y cuyo argumento gira en torno los Incas y a Machu Picchu.